# Kurt Krause
Pour les articles homonymes, voir Krause.
Kurt Krause, né en 1883 à Potsdam et mort en 1963 à Berlin, est un botaniste allemand.
Longtemps en poste au Jardin botanique de Berlin où il rejoint Adolf Engler en 1905, il commence à s'intéresser à la flore du Caucase après un voyage effectué en 1912. Il devient professeur de botanique, puis dirige le département de botanique de l'Institut supérieur d'agronomie de Turquie (Yüksek Ziraat Enstitüsü) à Ankara, constitue d'importantes collections de plantes (5 600) en Anatolie, consacre une trentaine d'articles à la flore turque et fonde l'Herbarium Turcicum.

## Éponymie
De nombreux taxons lui rendent hommage, tels que Aristolochia krausei (sv), Tulipa krauseana ou Verbascum krauseanum (sv).